# Consejo Supremo de Gobierno de Ecuador
El Consejo Supremo de Gobierno fue una junta militar que ejerció, de facto, la jefatura de estado y de gobierno de la República del Ecuador desde 1976 hasta 1979 aunque extendiéndose de manera menos notoria hasta 1984, es considerada la última dictadura en la historia política del Ecuador.
Estuvo conformada por tres miembros, representando a cada rama de las Fuerzas Armadas, el Almirante Alfredo Poveda como representante de la Fuerza Naval y Presidente del Consejo, el General de Ejército Guillermo Durán Arcentales como representante de la Fuerza Terrestre y General del Aire Luis Leoro Franco como representante de la Fuerza Aérea.

## Gobierno del Triunvirato militar
Las Fuerzas Armadas habían tomado el poder desde hace casi cuatro años. El Consejo Supremo de Gobierno reemplazó en la Función Ejecutiva al General de División Guillermo Rodríguez Lara, quien lideró un gobierno de izquierda moderada, bajo la denominación de "revolucionario y nacionalista". 

### Política
El Consejo Supremo de Gobierno asumió el poder con el objetivo de devolver el poder político a los civiles. Un primer momento de la dictadura consistió en disminuir la tensión social a través de la represión. En un segundo momento, los dictadores establecieron sendas comisiones jurídicas para elaborar el camino de retorno a la democracia. Las tres comisiones jurídicas tenían las siguientes tareas: Una debería redactar una Constitución nueva, otra debía reformar la Constitución de 1945 y la tercera debía estructurar el sistema de partidos. El establecimiento de las tres comisiones de reestructuración jurídica del Estado se promulgó mediante Decreto Supremo n.º 995, publicado en el Registro Oficial n.º 239 de 23 de noviembre de 1976.
El plan de retorno a la democracia, propuesto por Richelieu Levoyer, consistía en someter a referéndum aprobatorio las dos opciones: constitución nueva y texto de 1945 reformado. Adicionalmente, el triunvirato habría de aprobar las leyes de partidos y de elecciones para facilitar la transición democrática. El triunvirato estableció un Tribunal Supremo del Referéndum mediante Ley de Referéndum, promulgada mediante Decreto Supremo n.º 1180, publicado en el Registro Oficial n.º 281 de 23 de febrero de 1977. Los integrantes del Tribunal Supremo del Referéndum fueron: el expresidentes de la República Galo Plaza Lasso, el ex encargado del poder Clemente Yerovi Indaburu, además de Enrique Arízaga Toral, Enrique Arroyo Delgado, Diego Bustamente Cárdenas, Benjamín Carrión, Juan Isaac Lovato, Alfredo Pareja y Alfredo Sánchez Albornoz.
Mediante Decreto Supremo n.º 1410, publicado en la revista hogar n.º 483 de 14 de diciembre de 1977, se convoca a referéndum para el 15 de enero de 1978. En el referéndum, concurrieron a votar 1'667.000 ecuatorianos. La última vez que se había celebrado elecciones había sido en 1970 (los diputados elegidos en aquella ocasión nunca llegarían a posesionarse), por lo tanto, muchos ecuatorianos concurrieron a votar en aquel día por primera vez en sus vidas. De los votos válidos (1'361.197), el 57,2% se inclinó por la nueva Constitución (778.611), mientras que la Constitución de 1945 reformada obtuvo el 42,8% de votos (582.586). El triunvirato estableció que la nueva Constitución entraría en vigor el día en que se posesione el nuevo Presidente de la República (Decreto Supremo n.º 2400, Registro Oficial n.º 564, 12 de abril de 1978).

### Retorno a la democracia
Aunque el triunvirato se fijó como meta devolver el poder a la sociedad civil, más de una vez parecía que se buscaba lo contrario. Tras varias presiones de la comunidad internacional, los militares establecieron un cronograma de regreso a la democracia. Mediante Decreto Supremo n.º 2261, se promulgó la Ley de Elecciones (Registro Oficial n.º 534, 27 de febrero de 1978), redactada por la Comisión Jurídica de Civiles que nombró la dictadura. Sin embargo, los militares no promulgaron dicha ley sin antes agregar sendas disposiciones transitorias que impedían la participación de los expresidentes José María Velasco Ibarra y Carlos Julio Arosemena Monroy, así como del exalcalde de Guayaquil, Assad Bucaram.
El Tribunal Supremo del Referéndum fue convertido por la dictadura en Tribunal Supremo Electoral y, en aplicación de la Ley de Partidos Políticos promulgada, aprobó los partidos que podían participar en elecciones. En virtud de la ley aprobada por la dictadura, solo los partidos reconocidos podrían participar en elecciones. El Tribunal Supremo Electoral negó la inscripción de los partidos Democracia Popular y Movimiento Popular Democrático, para que no puedan presentar candidatos (Registro Oficial n.º 589, 18 de mayo de 1978). La situación política se complicó con la muerte del dirigente político y activista Abdón Calderón Muñoz. Ciertos indicios apuntaron al Ministro de Gobierno General Bolívar Jarrín como autor intelectual. Aunque su culpabilidad no pudo ser comprobada plenamente, el exministro de gobierno fue sentenciado a 12 años de reclusión basado en evidencias circunstanciales durante la presidencia de Jaime Roldós Aguilera.
En marzo de 1978 se convocó a elecciones generales. El 12 de mayo se cerró la inscripción de candidatos, estableciéndose la participación de 5 binomios presidenciales: Durán-Ballén - Icaza (Derecha), Borja-Baca (centro izquierda), Maugé-Muñoz (izquierda) y Roldós-Hurtado (populismo, CFP). En mayo de 1978 se promulgan los Reglamentos a las Leyes de Partidos Políticos y de Elecciones, lo cual implica que cambiaron las reglas durante la campaña electoral. El 16 de junio se celebró la elección presidencial, pero ninguno de los candidatos obtuvo mayoría absoluta, por lo que se convoca a segunda vuelta electoral. Los binomios que alcanzaron mayor votación fueron: Jaime Roldós Aguilera-Osvaldo Hurtado (CFP) y Sixto Durán Ballén-José Icaza (FNC). Mientras se realizaba el conteo de los votos de la primera vuelta, el triunvirato reorganizó el Tribunal Electoral. Los resultados se promulgaron en noviembre de 1978, casi cuatro meses después de celebradas las elecciones. Estos hechos motivaron las sospechas de fraude electoral.
La campaña de segunda vuelta inició en diciembre de 1978 pero las elecciones no se celebrarían sino el 29 de abril de 1979, casi cinco meses después de promulgados los resultados de primera vuelta. En el balotaje, Roldós ganó con 68,49% de los votos frente a 31,51% de Durán Ballén.

### Economía
Sobre la base de las previsiones de altos precios del crudo durante décadas e inducidos a error por organismos internacionales, los militares iniciaron un programa agresivo de endeudamiento externo que no fue aprovechado en ningún sentido. Aunque no tenía el mismo signo izquierdista que el gobierno de Rodríguez Lara, el Consejo Supremo de Gobierno mantuvo una política cepalina de apoyo estatal a la industria local con objeto de sustituir importaciones. Sin embargo, esta política no estuvo orientada a ninguna rama industrial específica y esto motivó que se apoyara únicamente la denominada "falsa industria" que importa productos casi terminados para darle un pequeño valor agregado.
La cantidad de efectivo que estaba en manos del gobierno y la inexperiencia de los cuadros directivos motivó que mucho del ingreso petrolero fuera dilapidado en negocios ruinosos en los que emprendió el Estado o en los que emprendían particulares, pero con fondos públicos. Poco de lo obtenido en esta década puede contabilizarse como un acrecimiento neto de activos públicos, especialmente por la corrupción producto de la falta de transparencia de un gobierno no democrático.
En materia de indicadores económicos, Simón Espinosa recuerda que la cotización del dólar subió de 25, 24 sucres por dólar en 1975 a 27, 68 en 1979. De su lado, la inflación anual bajó de 23,3% en 1975 a 10% en 1979.

### Represión y Seguridad externa
La administración del Consejo Supremo de Gobierno se caracterizó por la represión a sectores que protestaban por las condiciones económicas o por el retorno a la democracia. Se persiguió y encarceló a dirigentes sindicales. Fue apresado Leonidas Proaño, obispo de Riobamba, junto a otros eclesiásticos. También fueron expulsados sacerdotes extranjeros que comulgaban con la Teología de la Liberación que defendía monseñor Proaño.
Se considera que la represión que más recuerda la sociedad es la que sufrieron los trabajadores de Aztra, un ingenio estatal el 18 de octubre de 1977. Obreros de la Aztra fueron asesinados por policías tras mantener una huelga en reclamo de mejores condiciones laborales. Nunca se estableció con certeza el número de fallecidos, que los testigos presenciales cifraron en más de una centena, aunque la administración estatal de Aztra solo reconoció a cinco. Hasta el día de hoy, jamás se han aclarecido los hechos ni se ha detenido a ninguna persona.
En materia de seguridad externa, el Consejo Supremo de Gobierno mantuvo la política de la administración militar anterior en cuanto a rearme de la fuerza militar: se compraron nuevos aviones y tanques de guerra, se envió a militares al exterior a capacitarse y se crearon centros de formación militar, incluso a nivel de educación secundaria. En 1977 fue establecido el Colegio Técnico Aeronáutico de Aviación Civil, en Quito, destinado a la formación especializada para futuros oficiales de la Fuerza Aérea Ecuatoriana.